# Niall Bruton
Pour les articles homonymes, voir Bruton (homonymie).
Niall Bruton (né le 7 octobre 1971 à Dublin) est un athlète irlandais, spécialiste du 1 500 mètres.

## Biographie
Niall Bruton remporte les championnats d'Irlande sur 1 500 mètres à 4 reprises : 1993-1994 et 1996-1997.

### Palmarès
| Date | Compétition                    | Lieu      | Résultat | Performance   |
| ---- | ------------------------------ | --------- | -------- | ------------- |
| 1991 | Universiade                    | Sheffield | 1er      | 3 min 50 s 69 |
| 1995 | Championnats du monde en salle | Barcelone | 4e       | 3 min 45 s 05 |
| 1995 | Championnats du monde          | Göteborg  | 11e      | 3 min 39 s 15 |
| 1997 | Championnats du monde en salle | Paris     | 8e       | 3 min 42 s 65 |
| 1998 | Championnats d'Europe          | Budapest  | 12e      | 3 min 47 s 48 |

### Records
| Épreuve      | Épreuve      | Performance   | Lieu    | Date         |
| ------------ | ------------ | ------------- | ------- | ------------ |
| 1 500 mètres | En plein air | 3 min 35 s 67 | Cologne | 18 août 1995 |
| 1 500 mètres | En salle     | 3 min 40 s 77 | Paris   | 7 mars 1997  |